# Leutenberg
Leutenberg är en stad i Landkreis Saalfeld-Rudolstadt i förbundslandet Thüringen i Tyskland.